# Пааво Талвела
Па́аво Та́лвела (фін. Paavo Talvela), ім'я при народженні Пааво Юхо Торе́н (фін. Paavo Juho Thorén; 19 січня 1897, Гельсингфорс, Велике князівство Фінляндське, Російська імперія — 30 вересня 1973, Гельсінкі, Фінляндія) — фінський військовий діяч, генерал піхоти. Учасник Першої світової війни, Громадянської війни в Фінляндії, Першої радянсько-фінської війни, Зимової війни і війни-продовження. Кавалер Німецького хреста в золоті.

## Біографія

### Дитинство і юність
Пааво Юхо Торен (з 1905 року Талвела) був останнім з одинадцяти дітей в сім'ї хліборобів. Не закінчивши комерційного училища, він вирушив до Німеччини, де в 1916-1917 роках здобув військову освіту в фінському єгерської батальйоні і брав участь в боях на східному німецькому фронті, в тому числі на річці Мисьо і в Ризькій затоці. Навесні 1917 року його відправили в Швецію та Фінляндію з особливим завданням в рамках єгерського руху. Однак місія не вдалася, оскільки він був затриманий на шведсько-фінської кордоні і багато місяців провів під наглядом шведської влади в Лулео і Уппсале. Лише наприкінці 1917 року він через Аландські острови добрався до Турку, де деякий час займався організаційною роботою в шюцкорах. В кінці грудня він переїхав у щойно відкрите військове училище в Вімпелі, де працював викладачем.

### Громадянська війна і Олонецька експедиція
Під час Громадянської війни в Фінляндії Талвела спочатку брав участь у захопленні Крістіінанкаупункі, а потім діяв на правому фланзі фронту в Сатакунта. Талвела служив в різних військових частинах, але в 1919 році вийшов у відставку і очолив військову експедицію в Карелію; після підписання в 1920 році Тартуського мирного договору не погоджувався на виведення військ з Карелії ще протягом двох років, ведучи партизанську війну. У 1922 році із залишками загону повернувся до Фінляндії, де зустрінутий як національний герой.

### Військова і політична кар'єра
У 1924-1926 роках проходив навчання у Вищій військовій школі. По закінченню призначений командиром елітного Єгерського полку. Через три роки брав активну участь у формуванні Лапуаського руху, що ставив собі за мету боротьбу з комуністами в Фінляндії. Незабаром він звільнився з лав збройних сил, цілком віддавшись політичної діяльності і бізнесу. Однак в 1932 році Лапуаський рух було заборонено внаслідок невдалої спроби державного перевороту.

### У Другій світовій війні
У середини 1939 року повернувся на військову службу в якості помічника начальника Управління військової економіки Міністерства оборони і начальника штабу Ради озброєнь. Незабаром після початку Зимової війни 8 грудня 1939 року очолив окрему оперативну групу з семи батальйонів, якій було доручено стабілізувати становище на північному фланзі 4-го корпусу генерал-майора Хегглунда. 12 грудня знищив радянську 139-ту стрілецьку дивізію, потім розгромив кинуту сюди радянську 75-ту стрілецьку дивізію. Протягом 10 днів він взяв у полон 600 чоловік, захопив 60 танків, 31 гармат і 220 кулеметів, сам при цьому втратив до 25% особового складу. 
19 лютого 1940 призначений командиром 3-го корпусу, який діяв на Карельському перешийку. Успішно оборонявся від наступаючих військ 13-й радянської армії, не дозволяючи їй до кінця війни прорватися до Кексгольму. Після війни Талвела доручено керівництво зміцненням порту Петсамо. У вересні 1940 року в якості особистого представника Маннергейма провів в Берліні раунд переговорів з представниками німецького Генштабу, була досягнута домовленість про співпрацю Генштабів Фінляндії і Німеччини. Потім ще кілька разів виїжджав до Німеччини; багато в чому завдяки його дипломатичним успіхам в плані «Барбаросса» для фінської армії була передбачена активна роль в майбутній війні.
У червні 1941 року призначений командиром 6-го корпусу (5-та і 11-та дивізії, 1-ша єгерська бригада), який з початком війни увійшов до складу Карельської армії. Відіграв провідну роль у фінському наступі в Східній Карелії. У липні 1941 року прорвав оборону 71-ї стрілецької дивізії і 14 липня розчленував фронт 7-ї радянської армії, після чого вийшов на радянсько-фінський кордон 1939 року. 4 вересня корпус Талвела почав наступ на Свірському напрямку, прорвав оборону Південної оперативної групи і 6 вересня взяв Олонець. Сприяв взяття Петрозаводська частинами генерала Хегглунд, а потім брав участь в боях на північ від Онезького озера. На початку 1942 року призначений командувачем Карельської армією.
У червні 1942 року направлений до Берліна представником головнокомандувача фінської армією при ОКВ. Брав участь в плануванні операції Nordlicht з метою повного оточення і розгрому Ленінграда, яка була зірвана Червоною армією на початковому етапі. 
В кінці червня 1944 року радянські війська почали великомасштабний наступ, і Талвела був терміново відкликаний і призначений командиром 2-го корпусу (також носив назву Масельської оперативної групи), розгорнутого між Сегозером і Онезьким озеро. 14 червня змінив генерал-лейтенанта Еша на чолі Олонецької оперативної групи. Потай відвів війська, закріпившись на укріпленому рубежі річки Свір. Не зміг витримати удар 32-ї радянської армії і 9 серпня був змушений відступити на стару лінію оборони.
З 1 серпня по 7 вересня 1944 року знову обіймав посаду представника при німецькому командуванні. Після виходу Фінляндії з війни повернувся на батьківщину і працював у транспортній компанії «Пох'ёлан ліікенне».

### Після війни
У 1946 році вийшов у відставку і виїхав до Латинської Америки, де займався продажем фінської целюлози, проте вже в 1949, склавши великий стан, повернувся до Фінляндії. У 1951 році, після смерті Маннергейма створив і очолив товариство пам'яті маршала. Займався політикою на муніципальному рівні.
Пааво Талвела помер в 1973 році. Похований на кладовищі Кулосаарі в Гельсінкі. Його дружина Карін (вони були одружені з 1923 року) пережила його на шістнадцять років. У них було троє дітей.

## Звання
- Лейтенант (18 лютого 1918)
- Капітан (16 березня 1918)
- Майор (20 травня 1918)
- Підполковник (16 травня 1925)
- Полковник (15 червня 1928)
- Генерал-майор (18 грудня 1939)
- Генерал-лейтенант (16 січня 1942)[3]
- Генерал піхоти (1966)

## Нагороди

### Нагороди Фінляндії
- Орден Хреста Свободи
  - 4-го класу з мечами
  - 1-го класу з дубовим листям (військова версія)
  - 1-го класу з дубовим листям і нагрудною зіркою (військова версія)
  - 1-го класу з мечами (цивільна версія)
- Залізний хрест заслуг шюцкору
- Пам'ятна медаль визвольної війни
- Пам'ятна медаль Зимової війни
- Пам'ятна медаль Війни-продовження
- Пам'ятний хрест Війни братніх народів
- Олонецька медаль
- Орден Білої троянди (Фінляндія), командорський хрест
- Хрест Маннергейма 2-го класу (3 серпня 1941)

### Нагороди Третього Рейху
- Почесний хрест ветерана війни з мечами
- Орден Заслуг німецького орла 2-го класу з мечами
- Залізний хрест 2-го і 1-го класу
- Німецький хрест в золоті

### Нагороди Швеції
- Орден Меча, командор 1-го класу
- Орден Вази, командор 1-го класу

### Нагороди інших країн
- Пам'ятна військова медаль (Угорщина)[3]
- Орден Святого Олафа, командор (Норвегія)
- Орден Корони Італії, командор